# Donnelly Weir
Donnelly Weir är en dammbyggnad i Australien. Den ligger i kommunen Yarra Ranges och delstaten Victoria, omkring 54 kilometer öster om delstatshuvudstaden Melbourne.
Närmaste större samhälle är Healesville, nära Donnelly Weir. 
I omgivningarna runt Donnelly Weir växer i huvudsak städsegrön lövskog. Runt Donnelly Weir är det ganska glesbefolkat, med 34 invånare per kvadratkilometer. Genomsnittlig årsnederbörd är 1 391 millimeter. Den regnigaste månaden är juni, med i genomsnitt 161 mm nederbörd, och den torraste är januari, med 57 mm nederbörd.